# EHF Liga prvaka 2008./09.
Ovo je 49. izdanje elitnog europskog klupskog rukometnog natjecanja. Ciudad Real obranio je naslov. Nakon kvalifikacija 32 momčadi raspoređene u osam skupina igraju turnir, nakon čega prve dvije iz svake prolaze i formiraju se nove četiri skupine čiji pobjednici idu u poluzavršnicu. Hrvatski predstavnik RK Zagreb ispao je u četvrtzavršnici od THW Kiela (28:28, 27:31).

## Turnir

### Poluzavršnica
- Rhein-Neckar Löwen -  THW Kiel 23:37, 31:30
- Ciudad Real -  HSV Hamburg 30:29, 33:31

### Završnica
- THW Kiel -  Ciudad Real 39:34, 27:33

- europski prvak:  Ciudad Real (treći naslov)

## Vanjske poveznice
- Opširnije